# フリークスアウト
『フリークスアウト』（原題：Freaks Out）は、ガブリエーレ・マイネッティ監督による2021年のイタリアの歴史ファンタジードラマ映画。
2015年公開のヒーロー映画『皆はこう呼んだ、鋼鉄ジーグ』を監督したマイネッティが監督を務めた。
本作は、第78回ヴェネツィア国際映画祭のメインコンペティション部門に出品された。批評家からは、演技や撮影、作品の技術的なクオリティ（プロダクションバリュー）、そのテーマなどが評価され、ほぼほぼ好評を博した一方で、上映時間が長すぎるといった批判や焦点が定まっていないなどの批判もあった。第78回ヴェネツィア国際映画祭でLeoncino d'Oro awardを受賞し、第51回ロッテルダム国際映画祭ではVriendenLoterij Audience Awardを受賞した。
日本では、クロックワークスによる配給のもとで、2023年5月12日に公開予定となっている。

## あらすじ
1943年、ローマ。第二次世界大戦の戦闘が激しさを増す中、サーカス団「メッツァ・ピオッタ」の興行に人々が集まる。ユダヤ人の老人イスラエルが率いるメッツァ・ピオッタには、生まれながらに特殊な身体能力を持つ4人の団員がいた。ハチ以外のあらゆる虫を思いのままに操るアルビノの青年“虫使い”のチェンチオ、磁石のように金属を体に引きつけることのできる“磁石人間”のマリオ、顔と全身が厚く毛で覆われた“怪力男”フルヴィオ、体の中に流れる強力な電気を操り、触れる者を感電させる“光の少女”マティルデである。それぞれの技で観客を沸かせていた4人だったが、ショーの最中にナチス・ドイツ軍による爆撃を受けて、観客の多くが死に、テントも失ってしまう。うなだれる4人に、イスラエルはアメリカに渡って新生活を始めることを提案する。最初は反発していた4人も、結局はこの提案を承諾し、渡米の手配に必要な金を託してイスラエルを送り出すが、ほどなくしてイスラエルは失踪してしまう。イスラエルを探しに出た4人は、ナチス・ドイツ軍によるユダヤ人強制連行の現場に遭遇し、自分たちも捕まりかけるが、間一髪で逃げ出す。
イスラエルは自分たちを裏切ったと考えたフルヴィオ、チェンチオ、マリオは、近くで興行していた「ベルリン・サーカス」に加わることにする。ベルリン・サーカスは、両手に6本の指を持つ男フランツのピアノ演奏で外国にも知れ渡っていたが、実の兄と同じくナチスの軍人として認められることを望みながらも不適格とされたフランツは、「超人軍団」を組織してヒトラーに認められることを夢見て、特殊な能力を持つ人間を捕えては試験と称した拷問にかけ殺していた。未来を予知する能力を持つフランツは、総統ヒトラーの自殺をも予見しており、いずれ4人の「超人」が現れてこの未来を防ぐ「救世主」となると信じていたのだった。
一方、イスラエルを信じるマティルデは、他の3人と別れて一人でイスラエルを探し始める。ほどなくしてナチスの軍人たちに襲われかけたものの、軍人たちはマティルデの体に触れたことで感電し倒れる。失神したマティルデは、ゴッボと呼ばれる男が率いるパルチザンの部隊に匿われる。ゴッボはマティルデの特殊能力に興味を持ち、戦いに利用しようとするが、マティルデは拒否する。
ユダヤ人を移送するドイツ軍車両の襲撃を狙う部隊と行動を共にしていたマティルデは、移送される集団の中にイスラエルの姿を見つけるが、救出に失敗してしまう。なぜ自分の能力を戦いに使わないのかとゴッボに問い詰められたマティルデは、かつて自分の母を誤って殺してしまったからだと告白する。
ベルリン・サーカスに到着したフルヴィオ、チェンチオ、マリオは、フランツに捕らえられて早速拷問にかけられる。グエルチョと呼ばれる隻眼のパルチザン兵士からフランツの真の目的を教えられたマティルデは、単身ベルリン・サーカスに乗り込むが、フランツに捕らえられてしまう。
ついに望んでいた4人の「救世主」が現れたと確信したフランツは、4人の能力を披露するべく、ケッセルリンク元帥など軍の上官たちを招いて盛大なショーを開催する。大観衆の前で、一頭の虎とともに檻の中に閉じ込められ、虎を感電死させるよう命じられたマティルデだったが、思いがけず自分の能力をコントロールすることに成功し、感電させることなく虎に触れることができた。ショーが思い通りに進まず、嘲笑を浴びて絶望したフランツは、4人を焼却炉に閉じ込め焼き殺そうとするが、マティルデが焼却炉の扉を吹き飛ばし、4人はベルリン・サーカスを脱出してイスラエルの救出に向かう。激怒したフランツは軍人である兄を殺して制服を奪い、身分を偽って小隊の指揮官となり4人を追う。
4人はイスラエルを乗せたユダヤ人移送列車に飛び乗ることに成功するが、フランツ率いる小隊に追いつかれ、ゴッボらパルチザン部隊も参戦して激しい銃撃戦となる。戦いの中で、イスラエルはマティルデをかばって撃たれ、息絶える。パルチザン兵士たちも次々に倒れていき、ナチス側が勝利したかと思われたが、イスラエルの最期を看取ったマティルデが立ち上がり、全力で強力な電気を放って敵を殲滅する。この攻撃によって恋人のイリーナが死んだことに気づいたフランツは、自らの頭を銃で撃ちぬいて死ぬ。彼が予見していたのはヒトラーではなく、自分自身の自殺だったのだ。ユダヤ人たちを救った4人はついに自由の身となり、再び旅に出た。

## キャスト
※括弧内は日本語吹替。
- フルヴィオ - クラウディオ・サンタマリア（楠大典）

“怪力男”。「メッツァ・ピオッタ」の団員
- チェンチオ - ピエトロ・カステッリット（KENN）

“虫使い”。「メッツァ・ピオッタ」の団員
- マリオ - ジャンカルロ・マルティーニ（いとうさとる）

“磁石人間”。「メッツァ・ピオッタ」の団員
- マティルデ - アウロラ・ジョヴィナッツォ（ファイルーズあい）

“光の少女”。光と電気を操る少女。「メッツァ・ピオッタ」の団員
- イスラエル - ジョルジョ・ティラバッシ（平林剛）

超人サーカス団「メッツァ・ピオッタ」の団長
- ゴッボ - マックス・マッツォッタ

パルチザンの隊長。背骨が曲がっている。
- フランツ - フランツ・ロゴフスキ（浪川大輔）

ナチス・サーカス団の団長。戦争で勝利するために超人の能力を利用しようと企む。

日本語吹替その他：川岸上子、上住谷崇、佐々木祐介、波多野和俊、伊藤有希、折井あゆみ、由野ロビン、裕樹、松川裕輝、左座翔丸、田渕将平
日本語版制作スタッフ 演出：簑浦良平、翻訳：川岸史、制作：ネクシード／くりぷろ

## 公開
当初は2020年10月22日に公開予定だったが、同年12月16日に延期され、さらにイタリアでのCOVID-19パンデミック第2波の影響で再び延期された。最終的に2021年10月28日に公開予定となった。

## 評価
レビュー収集サイトのRotten Tomatoesでは、9件のレビューに基づき、この映画の支持率を67％とし、平均評価は8/10となっている。